# Driloleirus americanus
Driloleirus americanus (лат., буквально «лилиеподобный червь») — один из видов дождевых червей рода Driloleirus, обитающий в регионе Палус в восточной части штата Вашингтон, а также в штате Айдахо, США. Червь был открыт в 1897 году Фрэнком Смитом около Пуллмана, Вашингтон. Он может зарываться в землю на глубину до 5 м; в длину он может достигать более 1 метра.
Хотя с 1980-х годов этот червь считался вымершим, последние научные данные опровергли данное предположение. Последние находки включают два образца, взрослой и неполовозрелой особи, обнаруженные 27 марта 2010 года учёными из университета штата Айдахо. Существует предположение о том, что этот червь обладает способностью плеваться в качестве самозащиты, но пойманные в 2010 году особи не продемонстрировали подобного поведения.